# George Van Biesbroeck

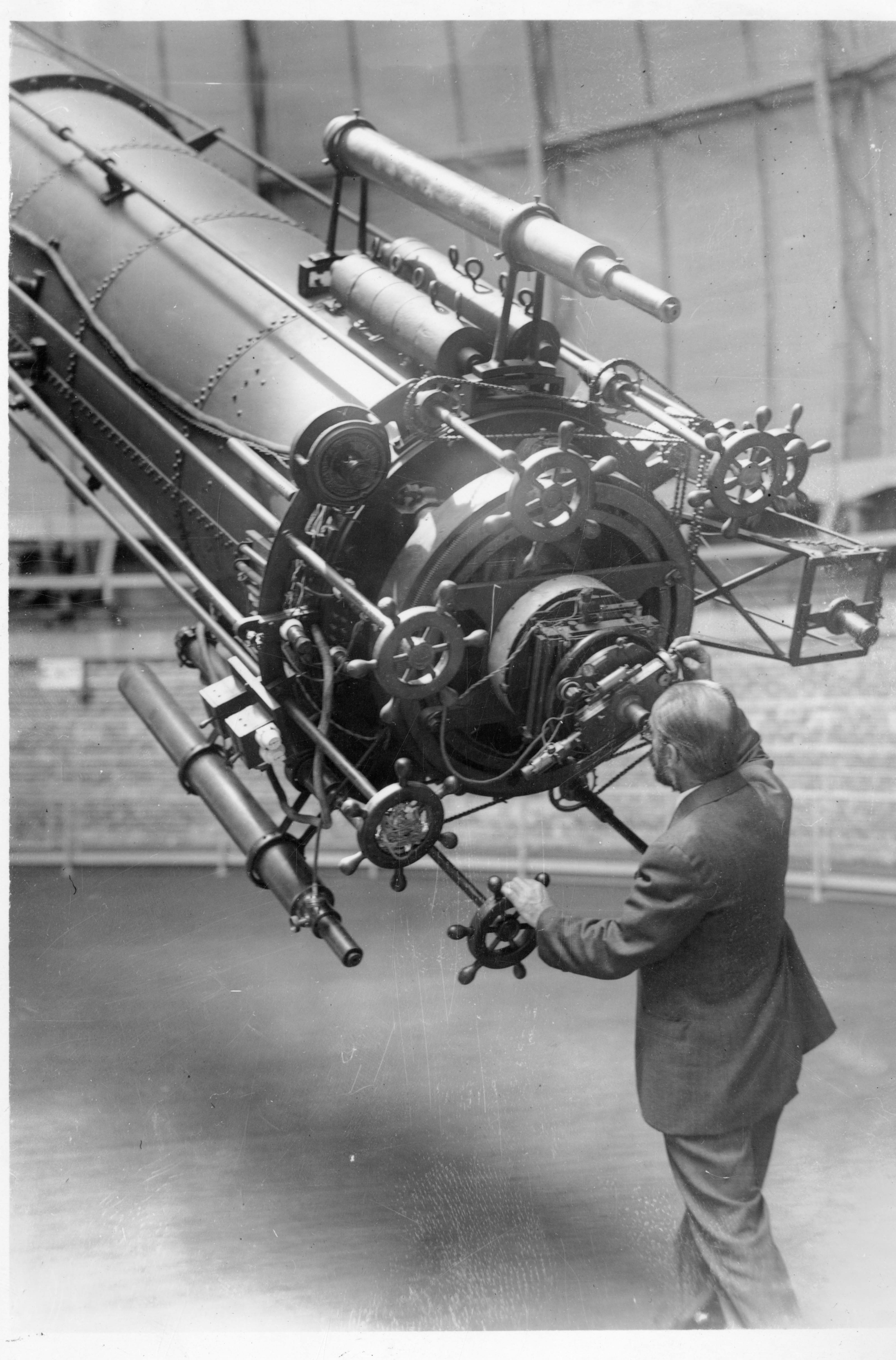
Van Biesbroeck beobachtet den Mars am Yerkes-Observatorium

George-Achille Van Biesbroeck, später George A. Van Biesbroeck, (* 21. Januar 1880 in Gent; † 23. Februar 1974 in Tucson, Arizona) war ein in Belgien geborener US-amerikanischer Astronom. Geboren wurde er als Georges-Achilles Van Biesbroeck, nannte sich aber nach der Emigration in die USA George A. Van Biesbroeck.
Er entdeckte den periodischen Kometen 53P/Van Biesbroeck, ebenso wie die nichtperiodischen Kometen: C/1925 W1 (Van Biesbroeck 1) und C/1935 Q1 (Van Biesbroeck 2). Darüber hinaus entdeckte er 16 Asteroiden (siehe Aufstellung).
Er war zunächst Ingenieur, gab aber diesen Beruf auf und wechselte zum Stab des Königlichen Observatoriums in Uccle. 
Van Biesbroeck erhielt während des Ersten Weltkriegs 1915 eine Einladung, am Yerkes-Observatorium in Wisconsin zu forschen. Da er seine Familie mitnehmen konnte, siedelte er in die USA über und arbeitete auf dem Gebiet der Doppelsterne, Kometen, Asteroiden und Veränderlichen Sternen. 1945 trat er offiziell in den Ruhestand, was ihn in seinen Aktivitäten aber nicht hinderte. 1963 wechselte er zum Lunar and Planetary Laboratory in Tucson und arbeitete dort unter Gerard Kuiper weiter.

## Ehrungen
Van Biesbroeck erhielt 1957 die James Craig Watson Medal. Außerdem wurden der Asteroid 1781 Van Biesbroeck und der Mondkrater Van Biesbroeck nach ihm benannt. Ferner wird der von ihm entdeckte Rote Zwerg VB 10 (Wolf 1055 B) manchmal auch Van Briesbroecks Stern genannt. Der George Van Biesbroeck Prize (George-Van-Biesbroeck-Preis), den die American Astronomical Society vergibt, ist ebenfalls nach ihm benannt.